# Elmera racemosa
Elmera racemosa là một loài thực vật có hoa trong họ Saxifragaceae. Loài này được (S.Watson) Rydb. miêu tả khoa học đầu tiên năm 1905.